# Тибетська Вікіпедія
Тибетська Вікіпедія (тиб. བོད་ཡིག་གི་ཝེ་ཁེ་རིག་མཛོད།) — розділ Вікіпедії тибетською мовою. Створена у 2003 році. Тибетська Вікіпедія станом на 27 березня 2025 року містить 7000 статей, 32 116 зареєстрованих користувачів, 37 активних дописувачів, 1 адміністратора
. Загальна кількість сторінок в тибетській Вікіпедії — 19 629, редагувань — 144 932, мультимедійні файли відсутні
. Глибина (рівень розвитку мовного розділу) тибетської Вікіпедії мала і становить 24 пункти
. 

## Історія
- Серпень 2006 — створена 100-та стаття[3].
- Вересень 2009 — створена 1 000-на стаття[3].
- Грудень 2011 — створена 5 000-на стаття[4].